# Municipio de Southfield
El municipio de Southfield (en inglés: Southfield Township) es un municipio ubicado en el condado de Oakland en el estado estadounidense de Míchigan. En el año 2010 tenía una población de 14547 habitantes y una densidad poblacional de 696,77 personas por km².

## Geografía
El municipio de Southfield se encuentra ubicado en las coordenadas 42°31′13″N 83°15′53″O / 42.52028, -83.26472. Según la Oficina del Censo de los Estados Unidos, el municipio tiene una superficie total de 20.88 km², de la cual 20.84 km² corresponden a tierra firme y (0.19%) 0.04 km² es agua.

## Demografía
Según el censo de 2010, había 14547 personas residiendo en el municipio de Southfield. La densidad de población era de 696,77 hab./km². De los 14547 habitantes, el municipio de Southfield estaba compuesto por el 88.24% blancos, el 6.67% eran afroamericanos, el 0.16% eran amerindios, el 2.83% eran asiáticos, el 0.03% eran isleños del Pacífico, el 0.44% eran de otras razas y el 1.62% pertenecían a dos o más razas. Del total de la población el 1.54% eran hispanos o latinos de cualquier raza.